# Longitarsus jandiensis
Longitarsus jandiensis es un coleóptero de la familia Chrysomelidae. Fue descrita científicamente en 1986 por Biondi.